# Amphibia (série de televisão)
Amphibia (Anfibilândia (título em Portugal) ou Amphibia (título no Brasil)) é uma série de televisão americana animada criada por Matt Braly e produzida pela Disney Television Animation para o Disney Channel. A série estreou dia 17 de junho de 2019 nos EUA, e no Brasil a série estreou no dia 5 de agosto de 2019. Nos EUA, o primeiro episódio teve uma antestreia no DisneyNOW e no YouTube dia 14 de junho de 2019.
Em 15 de maio de 2019, um mês antes da estreia da série, Amphibia foi renovada para uma segunda temporada, que estreou em 11 de julho de 2020. Antes da estréia da segunda temporada, a série foi renovada para uma terceira temporada.

## Sinopse
A série narra as aventuras de uma menina egocêntrica de 13 anos chamada Anne Boonchuy. Após roubar uma caixinha de música misteriosa, ela é magicamente transportada para Amphibia, um pântano cheio de sapos que falam. Lá ela conhece e faz amizade com um sapo aventureiro de 10 anos chamado Sprig Plantar que a guiará para ser uma verdadeira heroína enquanto descobre a primeira verdadeira amizade da sua vida.

## Elenco e Dobragem/Dublagem
| Ator/Atriz           | Personagem                 | Dobragem               | Dublagem                                                  |
| Protagonistas        | Protagonistas              | Protagonistas          | Protagonistas                                             |
| -------------------- | -------------------------- | ---------------------- | --------------------------------------------------------- |
| Brenda Song          | Anne Boonchuy              | Érica Rodrigues        | Juliana Cagiano                                           |
| Justin Felbinger     | Sprig Plantar              | Mafalda Luís de Castro | Yago Contatori                                            |
| Bill Farmer          | Hopadiah "Hop Pop" Plantar | Ricardo Monteiro       | Jorge Lucas                                               |
| Amanda Leighton      | Polly Plantar              | Vânia Pereira          | Mariana Evangelista                                       |
| Recorrentes          |                            |                        |                                                           |
| Haley Tju            | Marcy Wu                   | Sissi Martins          | Bianca Alencar                                            |
| Anna Akana           | Sasha Waybright            | Helena Montez          | Isabella Guarnieri (1ª e 3ª voz) Giulia de Brito (2ª voz) |
| James Patrick Stuart | One-Eyed Wally             | Carlos Macedo          | Junior Nannetti                                           |
| Stephen Root         | Prefeito Toadstool         | Paulo B.               | Mauro Ramos                                               |
| Laila Berzins        | Sadie Croaker              | Maria João Miguel      | Zayra Zordan                                              |
| Kaitlyn Robrock      | Felicia Sundew             | —                      | Priscila Concepcion                                       |
| Katie Crown          | Ivy Sundew                 | —                      | Agatha Paulita                                            |
| Brian Maillard       | Leopold Loggle             | Tiago Fernandes        | Sérgio Rufino                                             |
| Kevin McDonald       | Albus Duckweed             | —                      | Vagner Fagundes                                           |
| Jack McBrayer        | Toadie                     | —                      | Marcelo Salsicha                                          |
| Troy Baker           | Grime                      | João Vicente           | Mauro Castro                                              |
| John DiMaggio        | Stumpy                     | —                      | César Marchetti                                           |
| Jill Bartlett        | Maddie                     | Maria Camões           | Flora Paulita                                             |

| Créditos da dublagem | Brasil                         |
| -------------------- | ------------------------------ |
| Direção de Dublagem  | Diego Marques                  |
| Tradução             | André Bighinzoli               |
| Diretora Criativa    | Ana Lucia Lima                 |
| Dublado nos Estúdios | TV Group Digital/Visom Digital |

| Créditos da Dobragem | Portugal         |
| -------------------- | ---------------- |
| Direção de Dobragem  | Pedro Leitão     |
| Tradução de Diálogos | Margarida Silva  |
| Produção             | SDI Media Iberia |

## Episódios
| Temporada | Temporada | Episódios | Segmentos | Exibição original    | Exibição original   | Exibição em Portugal   | Exibição em Portugal   | Exibição no Brasil   | Exibição no Brasil     |
| Temporada | Temporada | Episódios | Segmentos | Estreia de temporada | Final de temporada  | Estreia de temporada   | Final de temporada     | Estreia de temporada | Final de temporada     |
| --------- | --------- | --------- | --------- | -------------------- | ------------------- | ---------------------- | ---------------------- | -------------------- | ---------------------- |
|           | 1         | 20        | 39        | 17 de junho de 2019  | 18 de julho de 2019 | 14 de setembro de 2020 | 3 de agosto de 2021    | 5 de agosto de 2019  | 24 de janeiro de 2020  |
|           | 2         | 20        | 36        | 11 de julho de 2020  | 22 de maio de 2021  | 4 de outubro de 2021   | 20 de janeiro de 2022  | 13 de março de 2021  | 23 de dezembro de 2021 |
|           | 3         | 18        | 31        | 2 de outubro de 2021 | 14 de maio de 2022  | 7 de fevereiro de 2022 | 16 de dezembro de 2022 | 16 de março de 2022  | 18 de outubro de 2023  |

## Produção
Amphibia foi criada por Matt Braly, que anteriormente foi o argumentista em Gravity Falls e mais tarde o diretor também em Gravity Falls e Big City Greens. De acordo com a sua conta no Twitter, ele esteve a trabalhar na série durante dois anos antes de ser confirmada. A série é baseada nas viagens de infância de Braly para Bangcoque, Tailândia.
Em 23 de fevereiro de 2018, Amphibia foi confirmada pelo Disney Channel juntamente com The Owl House.
Em 27 de março de 2019, foi anunciado que a Brenda Song iria regressar à Disney para dar voz a Anne Boonchuy.
Em 15 de maio de 2019, Disney Channel renovou Amphibia para uma segunda temporada antes da sua estreia.
Em 19 de julho de 2018, durante o evento San Diego Comic-Con, a Disney mostrou uma pequena versão da abertura da série.
Em 27 de abril de 2019, a Disney FanFest lançou um vídeo musical do tema de abertura cantado por Celica Gray Westbrook e dois minutos do primeiro episódio durante uma livestream.
A 14 de maio de 2019, o Disney Channel anunciou o primeiro trailer da série.
A 17 de maio de 2019, o Disney Channel publicou a versão final da abertura da série.
Amphibia também está previsto para ter várias curtas, começando com Teen Girl in a Frog World.